# Deserted Palace
Deserted Palace is een debuutalbum van Jean-Michel Jarre, uitgebracht op vinyl in 1972 en 1973 door Sam Fox Records.

## Track listing
Alle muziek en teksten zijn geschreven door Jean-Michel Jarre. 
| Nr. | Titel                      | Duur |
| --- | -------------------------- | ---- |
| 1.  | Poltergeist Party          | 2:16 |
| 2.  | Music Box Concerto         | 2:46 |
| 3.  | Rain Forest Rap Session    | 1:44 |
| 4.  | A Love Theme for Gargoyles | 1:15 |
| 5.  | Bridge of Promises         | 3:19 |
| 6.  | Exasperated Frog           | 0:51 |
| 7.  | Take Me to Your Leader     | 2:00 |
| 8.  | Deserted Palace            | 2:27 |
| 9.  | Pogo Rock                  | 1:08 |
| 10. | Windswept Canyon           | 7:44 |
| 11. | The Abominable Snowman     | 0:56 |
| 12. | Iraqi Hitch-Hiker          | 2:32 |
| 13. | Free Floating Anxiety      | 2:19 |
| 14. | Synthetic Jungle           | 1:43 |
| 15. | Bee Factory                | 1:00 |

## Over het album
De composities van dit album werden geproduceerd tussen 1971 en 1972. Dit muzikale werk volgt verschillende muzikale stromingen die voortkomen uit elektronische muziek zoals experimentele muziek, electro funk en synthpop. Hoewel het zijn eerste studioalbum is, wordt het vaak niet beschreven als zijn eerste officiële album in grote oplage. Het album werd vier jaar voor zijn beroemdste album Oxygène uitgebracht.
Het album is opgevat als een demo van zijn muzikale stijl, het doel was om stukken van dit album te gebruiken in audiovisuele televisieproducties, reclames en films. Dit werk is niet opnieuw uitgegeven of geremasterd in tegenstelling tot zijn eerste soundtrack Les Granges Brûlées maar is algemeen verkrijgbaar als bootleg. Op 30 mei 2011 werden verschillende nummers van dit album officieel uitgebracht op het verzamelalbum Essentials & Rarities.

## Instrumentenlijst
- ARP
- EMS Synthi AKS
- EMS VCS 3 synthesizer
- Farfisa orgel
- Percussie